# Stenoterommata melloleitaoi
Stenoterommata melloleitaoi là một loài nhện trong họ Nemesiidae.
Stenoterommata melloleitaoi được miêu tả năm 2004 bởi Guadanucci & Indicatti.